# 18182 Wiener
18182 Wiener (2000 QC35) là một tiểu hành tinh vành đai chính được phát hiện ngày 27 tháng 8 năm 2000 bởi P. Pravec và P. Kusnirák ở Đài thiên văn Ondřejov.